# Lex Medlin
Lex Medlin (Arizona, 30 marzo 1969) è un attore statunitense.

## Carriera
Ha iniziato la sua carriera apparendo in pubblicità del mercato locale e spagnolo per le quali ha ottenuto alcuni consensi. È apparso in numerosi spot televisivi, per aziende come Dockers, Gardetto's, Gateway, GEICO, Kia Spectra, Selsun Blue, Time Warner Cable, State Farm, T-Mobile US, SolarCity e Twix.
Dopo numerose apparizioni televisive e piccoli ruoli cinematografici, è apparso come guest star nella sesta stagione di Friends, e ha ottenuto un ruolo ricorrente nella sitcom dell'UPN Rock Me Baby (2003-2004), apparendo in 10 episodi della stagione. È stato un membro del cast principale della sitcom di breve durata Happy Hour della Fox nel 2006. Nel 2011, ha recitato nella serie Drop Dead Diva nel ruolo del giudice Owen French, di cui divenne un personaggio ricorrente dalla quarta stagione.

## Filmografia parziale

### Cinema
- Piccole canaglie alla riscossa (The Little Rascals Save the Day), regia di Alex Zamm (2014)

### Televisione
- Beverly Hills 90210 – serie TV, un episodio (1993)
- Due poliziotti a Palm Beach (Silk Stalkings) – serie TV, un episodio (1996)
- Team Knight Rider – serie TV, un episodio (1998)
- Friends – serie TV, un episodio (1999)
- Streghe – serie TV, un episodio (1999)
- Jack & Jill – serie TV, un episodio (2001)
- Still Standing – serie TV, 5 episodi (2002-2006)
- Rock Me Baby – serie TV, 10 episodi (2003-2004)
- A casa con i tuoi (Married to the Kellys) – serie TV, un episodio (2004)
- Happy Hour – serie TV, 13 episodi (2006-2008)
- The Closer – serie TV, un episodio (2009)
- Mental – serie TV, 3 episodi (2009)
- Detective Monk (Monk) – serie TV, un episodio (2009)
- Men of a Certain Age – serie TV, un episodio (2009)
- C'è sempre il sole a Philadelphia (It's Always Sunny in Philadelphia) – serie TV, un episodio (2009)
- Southland – serie TV, 9 episodi (2009-2010)
- Supernatural – serie TV, un episodio (2010)
- CSI - Scena del crimine (CSI: Crime Scene Investigation) – serie TV, 2 episodi (2010)
- Hot in Cleveland – serie TV, un episodio (2011)
- Drop Dead Diva – serie TV, 43 episodi (2011-2014)
- Castle – serie TV, episodio 5x12 (2013)
- The Mentalist – serie TV, un episodio (2013)
- Modern Family – serie TV, un episodio (2013)
- Criminal Minds – serie TV, episodio 10x14 (2015)
- Jane the Virgin – serie TV, 2 episodi (2016)
- 9-1-1 – serie TV, un episodio (2018)
- Shameless – serie TV, un episodio (2018)
- All Rise – serie TV, un episodio (2020)
- B Positive – serie TV, un episodio (2020)
- Grey's Anatomy – serie TV, un episodio (2021)
- CSI: Vegas – serie TV, 31 episodi (2021-2024)
- A casa di Raven (Raven's Home) – serie TV, un episodio (2022)

## Doppiatori italiani
Nelle versioni in italiano delle opere in cui ha recitato, Lex Medlin è stato doppiato da:
- Massimo De Ambrosis in Drop Dead Diva, All Rise, Grey's Anatomy
- Enrico Di Troia in K.C. Agente Segreto, Mayans M.C.
- Andrea Lavagnino in Mental
- Alessandro Quarta in The Closer
- Daniele Valenti in Detective Monk
- Vladimiro Conti in CSI - Scena del crimine (ep. 10x18)
- Gianluca Machelli in CSI - Scena del crimine (ep. 10x23)
- Davide Lepore in Castle
- Roberto Certomà in Modern Family
- Massimo Bitossi in Piccole canaglie alla riscossa
- Alessio Cigliano in Criminal Minds
- Alessandro Budroni in 9-1-1
- Pierluigi Astore in CSI: Vegas
- Emanuele Durante in Non ho mai...